# Henry Arundell, III barone Arundell di Wardour
Henry Arundell, III barone Arundell di Wardour (Londra, 23 febbraio 1607 – Breamore, 28 dicembre 1694), è stato un nobile e politico inglese.

## Biografia

### I primi anni

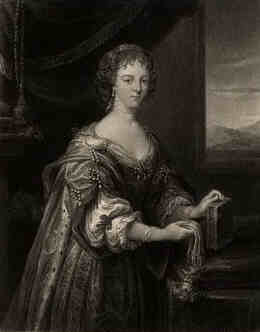
La madre di lord Arundell, Blanche Somerset

Fu l'unico figlio di Thomas Arundell, II barone Arundell di Wardour e di sua moglie, Blanche Somerset, figlia di Edward Somerset, IV conte di Worcester e di sua moglie Elizabeth Hastings.
Henry venne battezzato il 23 febbraio 1607 a St Andrew, Holborn, Londra. Alla morte di suo padre, rimasto mortalmente ferito nel corso della Battaglia di Stratton, il 19 maggio 1643 gli succedette nei suoi possedimenti e nei suoi titoli, che includevano tra gli altri quello di conte del Sacro Romano Impero. Nella sua vita fu un devoto cattolico e combatté come suo padre per Carlo I nel corso della prima guerra civile inglese. Nel maggio del 1643 i parlamentari assaltarono la residenza dei suoi avi, il Castello di Wardour, nel Wiltshire, e sua madre Lady Blanche Arundell venne chiamata a difenderlo, ma esso infine cedette ai ribelli. Nel settembre successivo lord Arundell pose assedio al castello e dovette giungere a minarne una parte per poterlo infine riconquistare e cacciare così la guarnigione del generale Edmund Ludlow nel marzo del 1644.

### La carriera

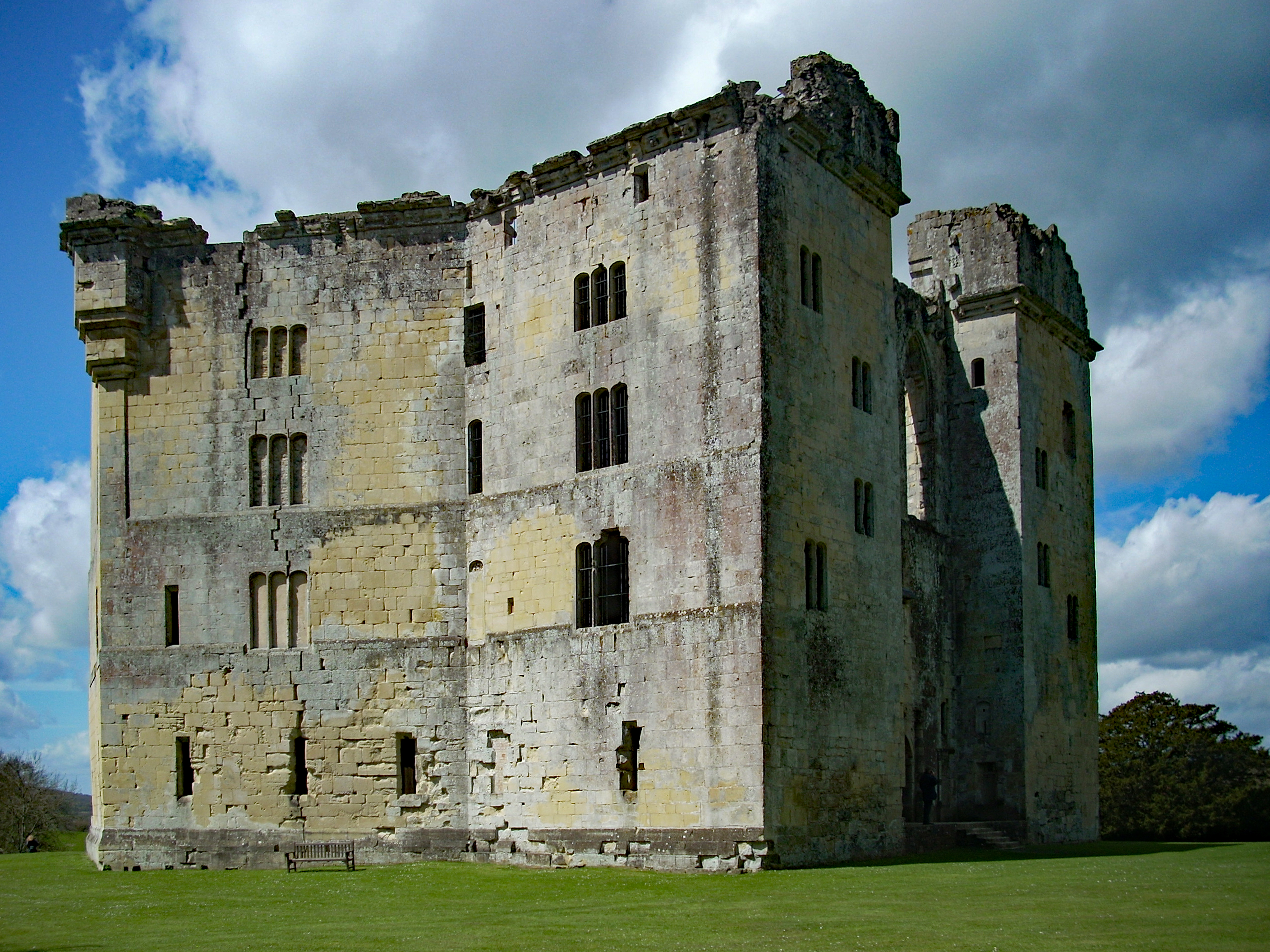
Il castello di Wardour

Il 13 maggio 1652 fu padrino di suo cognato, il colonnello Henry Compton, in un duello con George Brydges, VI barone Chandos. Compton venne ucciso, ma il consiglio di stato decise di arrestare anche Arundell e gli altri che vi avevano preso parte. Il 17 maggio 1653 venne riconosciuto colpevole di concorso in omicidio e condannato al rogo. In quello stesso anno lord Arundell inviò una petizione a Oliver Cromwell chiedendo perdono e nel 1656 ricevette quindi il permesso di trovare rifugio in Francia. Con la restaurazione di Carlo II lord Arundell, dopo avere pagato la somma di 35.000 sterline, venne confermato in tutti i possedimenti della sua famiglia, molte dei quali erano stati venduti dal governo del Commonwealth a Humphrey Weld. Riottenne inoltre il possedimento del castello di Wardour, ma non riuscì mai a reperire i soldi per ripararlo adeguatamente. Il 7 marzo 1663 venne nominato maestro di stalla della regina madre Enrichetta Maria.
Nel gennaio del 1669 venne elevato da Carlo II assieme ad altri pari cattolici nel suo consiglio segreto e ottenne l'incarico di recarsi in Francia per informare Luigi XIV del desiderio del re inglese di riconciliarsi con il cattolicesimo romano e della sua immediata necessità di denaro liquido. Nel giugno del 1669 Arundell tornò con l'assenso di Luigi al Trattato di Dover, atto che venne siglato l'anno successivo.

### Il complotto papista
Nel 1678 Titus Oates e i suoi amici annunciarono che Arundell si trovava a capo del cosiddetto complotto papista contro Carlo II, che essi ritennero di avere scoperto; fu una macchinazione argutamente congeniata. Secondo le informazioni fornite da Oates i cattolici inglesi, in accordo con Luigi XIV, stavano raccogliendo un esercito di cinquantamila uomini che sarebbe stato posto al comando di lord Arundell, William Herbert, I conte di Powis e John Belasyse, I barone Belasyse per riportare il cattolicesimo in Inghilterra. Secondo i medesimi detrattori il papa in persona aveva promesso a lord Arundell il titolo di Lord cancelliere una volta rimossi i ministri in carica. Tra l'ottobre del 1678 e il febbraio del 1684 lord Arundell rimase imprigionato alla Torre di Londra assieme con gli altri "papisti", sulla base delle accuse di Titus Oates.
Le accuse rivoltegli avevano dell'assurdo: Arundell venne accusato di avere cospirato con un altro pari cattolico, William Howard, I visconte Stafford, (che venne giustiziato nel 1680 per la sua supposta parte al complotto) anche se era risaputo che i due, a causa di diatribe personali, non si parlavano da venticinque anni. Inoltre essi non avevano alcun motivo per volere rimuovere o uccidere il re, dal momento che molto avevano beneficiato della politica di tolleranza religiosa voluta da Carlo II. L'unico intento, come rimarcò lo stesso visconte Stafford, era quello di spingere il re a dimostrarsi sempre più clemente nei confronti dei cattolici. Arundell era amico di lord Belasyse, che come Arundell rimase alcuni anni in prigione come supposto complice, e con Eddie Colman, ardente cattolico che venne giustiziato per la supposizione di avere preso parte al complotto nel dicembre del 1678. Durante il periodo della sua prigionia, nel 1679, Arundell scrisse cinque brevi poesie religiose, pubblicate in un singolo folio nel 1679 e ripubblicate in A Collection of Eighty-six Loyal Poems nel 1685.

### Gli ultimi anni
Dopo la morte di Carlo II il suo successore, Giacomo II, liberò Arundell e lo ammise, per quanto cattolico, al suo Privy Council il 17 luglio/agosto 1686, e venne nominato inoltre Lord custode del sigillo privato al posto di Lord Clarendon l'11 marzo 1686/87. Per dispensa reale gli venne concesso di ricoprire tali incarichi senza il tradizionale giuramento necessario. Nel giugno successivo Arundell fu tra coloro che si presentarono al sovrano per ringraziarlo della Declaration of Indulgence che egli aveva sottoscritto a favore dei cattolici; si oppose invece inspiegabilmente all'ammissione del gesuita Edward Petre al Privy Council. Il 24 giugno 1687 ricevette un compenso di 250 sterline dal re. Nel 1688 fu uno dei cinque lord a cui re Giacomo II affidò l'amministrazione degli affari del regno durante la Gloriosa rivoluzione.
Con l'abdicazione di Giacomo lord Arundell si ritirò nella sua residenza di Breamore, nell'Hampshire, e non prese più parte alla vita pubblica del Paese. Morì a Breamore il 28 dicembre 1694, venendo sepolto con i suoi antenati a Tisbury, nel Wiltshire. Giocatore d'azzardo e uomo sportivo, tenne nella sua residenza di Breamore un famoso canile, che poi passò di proprietà al Conte di Castlehaven, e poi a Hugo Meynell. Da esso si originò in seguito il noto Quorn Hunt.

## Matrimonio e figli
Sposò Cicely Compton (c. 1610 - 24 marzo 1675/76), figlia di sir Henry Compton, di Brambletye, Sussex, investito dell'Ordine del Bagno il 25 luglio 1603, e della sua prima moglie lady Cicely Sackville, già vedova di Sir John Fermor. Ella era inoltre nipote di sir Henry Compton, I barone Compton e di Robert Sackville, II conte di Dorset per parte di sua madre (sorellastra di Richard Sackville, III conte di Dorset e di Edward Sackville, IV conte di Dorset). La sua matrigna fu Mary Browne, figlia di sir George Browne, a sua volta vedova di Thomas Paston, di Thorpe, nel Surrey.
La coppia ebbe i seguenti figli:
1. Thomas Arundell, IV barone Arundell di Wardour (1633 - 10 febbraio 1711/12), IV barone Arundell di Wardour, ambasciatore
2. Henry Arundell, sposò Mary Scrope [3] il 10 febbraio 1675, ma non ebbe eredi.
3. Cicely Arundell, (m. 1717), monaca a Rouen, Caux, Francia. Entrò nell'ordine delle Clarisse Povere di Rouen nel 1662 e ivi morì il 13 giugno 1717.

## Ascendenza
|                                                |                                          |                                            | Genitori                                   |  |  | Nonni |  |  | Bisnonni         |  |  | Trisnonni       |  |
|                                                |                                          |                                            |                                            |  |  |       |  |  | Matthew Arundell |  |  | Thomas Arundell |  |
|                                                |                                          |                                            |                                            |  |  |       |  |  | Matthew Arundell |  |  | Thomas Arundell |  |
|                                                |                                          | Margaret Howard                            |                                            |  |  |       |  |  | Matthew Arundell |  |  |                 |  |
| Thomas Arundell, I barone Arundell di Wardour  |                                          |                                            |                                            |  |  |       |  |  | Matthew Arundell |  |  |                 |  |
|                                                |                                          | Margaret Willoughby                        | Henry Willoughby                           |  |  |       |  |  |                  |  |  |                 |  |
|                                                |                                          | Margaret Willoughby                        | Henry Willoughby                           |  |  |       |  |  |                  |  |  |                 |  |
|                                                |                                          | Margaret Willoughby                        | Ann Grey                                   |  |  |       |  |  |                  |  |  |                 |  |
| Thomas Arundell, II barone Arundell di Wardour |                                          | Margaret Willoughby                        |                                            |  |  |       |  |  |                  |  |  |                 |  |
|                                                |                                          | Henry Wriothesley, II conte di Southampton | Thomas Wriothesley, I conte di Southampton |  |  |       |  |  |                  |  |  |                 |  |
|                                                |                                          | Henry Wriothesley, II conte di Southampton | Thomas Wriothesley, I conte di Southampton |  |  |       |  |  |                  |  |  |                 |  |
|                                                |                                          | Henry Wriothesley, II conte di Southampton | Jane Cheney                                |  |  |       |  |  |                  |  |  |                 |  |
| Mary Wriothesley                               |                                          | Henry Wriothesley, II conte di Southampton |                                            |  |  |       |  |  |                  |  |  |                 |  |
|                                                |                                          | Mary Browne                                | Anthony Browne, I visconte Montagu         |  |  |       |  |  |                  |  |  |                 |  |
|                                                |                                          | Mary Browne                                | Anthony Browne, I visconte Montagu         |  |  |       |  |  |                  |  |  |                 |  |
|                                                |                                          | Mary Browne                                | Jane Radcliffe                             |  |  |       |  |  |                  |  |  |                 |  |
| Henry Arundell, III barone Arundell di Wardour |                                          | Mary Browne                                |                                            |  |  |       |  |  |                  |  |  |                 |  |
|                                                | William Somerset, III conte di Worcester | Henry Somerset, II conte di Worcester      |                                            |  |  |       |  |  |                  |  |  |                 |  |
|                                                | William Somerset, III conte di Worcester | Henry Somerset, II conte di Worcester      |                                            |  |  |       |  |  |                  |  |  |                 |  |
|                                                | William Somerset, III conte di Worcester | Elizabeth Browne                           |                                            |  |  |       |  |  |                  |  |  |                 |  |
| Edward Somerset, IV conte di Worcester         | William Somerset, III conte di Worcester |                                            |                                            |  |  |       |  |  |                  |  |  |                 |  |
|                                                |                                          | Christian North                            | Edward North, I barone North               |  |  |       |  |  |                  |  |  |                 |  |
|                                                |                                          | Christian North                            | Edward North, I barone North               |  |  |       |  |  |                  |  |  |                 |  |
|                                                |                                          | Christian North                            | Alice Squire                               |  |  |       |  |  |                  |  |  |                 |  |
| Blanche Somerset                               |                                          | Christian North                            |                                            |  |  |       |  |  |                  |  |  |                 |  |
|                                                |                                          | Francis Hastings, II conte di Huntingdon   | George Hastings, I conte di Huntingdon     |  |  |       |  |  |                  |  |  |                 |  |
|                                                |                                          | Francis Hastings, II conte di Huntingdon   | George Hastings, I conte di Huntingdon     |  |  |       |  |  |                  |  |  |                 |  |
|                                                |                                          | Francis Hastings, II conte di Huntingdon   | Anne Stafford                              |  |  |       |  |  |                  |  |  |                 |  |
| Elizabeth Hastings                             |                                          | Francis Hastings, II conte di Huntingdon   |                                            |  |  |       |  |  |                  |  |  |                 |  |
|                                                |                                          | Catherine Pole                             | Henry Pole, I barone Montagu               |  |  |       |  |  |                  |  |  |                 |  |
|                                                |                                          | Catherine Pole                             | Henry Pole, I barone Montagu               |  |  |       |  |  |                  |  |  |                 |  |
|                                                |                                          | Catherine Pole                             | Jane Neville                               |  |  |       |  |  |                  |  |  |                 |  |
|                                                |                                          | Catherine Pole                             |                                            |  |  |       |  |  |                  |  |  |                 |  |